# Convention démocrate
De Convention démocrate CD, Nederlands: Democratische Conventie, was een politieke partij in Frankrijk, die op 1 juli 1995 onder de naam Parti populaire pour la démocratie française PPDF werd opgericht. Hervé de Charette organiseerde de aanhangers van oud-president Valéry Giscard d'Estaing binnen de Union pour la Démocratie Française UDF. De Convention démocrate ging op 26 juni 2011 in l'Alliance républicaine, écologiste et sociale ARES op.

## Geschiedenis
De Convention démocrate was de opvolger van de Clubs perspectives et réalités, Clubs voor perspectief en realiteit, losse groepjes van gematigde liberalen rond Giscard d'Estaing die in 1966 werden gesticht. De Clubs waren in 1978 bij de oprichting van de Union pour la Démocratie Française UDF betrokken. De meeste leden waren tevens lid van de Parti républicain PR, een liberale en conservatieve partij die binnen de UDF actief was. Uit deze partij werd op 1 juli 1995 een politieke partij gevormd onder de naam Parti populaire pour la démocratie française PPDF. Er kwam daardoor een einde aan het duo-lidmaatschap, omdat een aantal leden die zowel tot de Clubs als tot de Parti républicain behoorden tijdens de verkiezingscampagne van 1995 tegen de wens van Giscard d'Estaing bij de Franse presidentsverkiezingen van 1995 de neo-gaullist Édouard Balladur steunden in plaats van Jacques Chirac, die de voorkeur van Giscard d'Estaing had.
Giscard d'Estaing verliet in 1996 de Union pour la Démocratie Française waardoor de invloed van de UDF op de Parti populaire pour la démocratie française afnam. De PPDF nam in 1998 deel aan de omvorming van de UDF tot de Nouvelle UDF. Binnen de Nouvelle UDF behield de PPDF echter een deel van haar zelfstandigheid.
De PPDF verliet op 25 april 2002 de UDF en sloot zich aan bij de nieuwe Union pour un Mouvement Populaire UMP, de partij van president Chirac. Als gevolg hiervan werd besloten de partijnaam te veranderen in Convention démocrate.
Onder leiding van Hervé de Charette en Éric Hélard verliet de Convention démocrate in 2010 de UMP en sloot zich bij het Nouveau Centre NC aan, een partij in het politieke centrum. De Convention démocrate was op 25 mei 2011 was een van de oprichters van de L'Alliance républicaine, écologiste et sociale ARES en sloot zich nadien bij de Alliance centriste AC aan.